# Liste des maires de Malo-les-Bains
Cet article présente la liste des maires de Malo-les-Bains en Flandre française du 28 juillet 1891 au 31 décembre 1969 date de l'absoption de Malo-les-Bains par la commune de Dunkerque
| Période | Période | Identité           | Étiquette     | Qualité |
| ------- | ------- | ------------------ | ------------- | --- |
| 1891    | 1892    | Edmond Duhan       |               | Militaire en retraite. |
| 1892    | 1922    | Adolphe Geeraert   | Parti radical | Médecin. |
| 1922    | 1959    | Ferdinand Schipman |               | Membre fondateur de l'association des Maires des stations classées Membre de la Chambre de Commerce de Dunkerque de 1908 à 1918, Maire Honoraire de Malo-les-Bains du 22 mars 1959 au 1er décembre 1961.                                                                               |
| 1959    | 1965    | Daniel Lecomte     |               | Chirurgien, 1er adjoint au maire de Malo-les-Bains du 27 mars 1965 au 1er janvier 1970, 3e adjoint au maire de Dunkerque du 4 janvier 1970 au 19 mars 1971. |
| 1965    | 1969    | Paul Douchy        |               | Agent général d'assurance à Dunkerque, Opposé à la fusion avec Dunkerque, il démissionne de ses fonctions de Maire le 9 mai 1969, puis du Conseil municipal le 22 décembre suivant. Vice-Président de la Communauté urbaine de Dunkerque de 1969 à 1983, Maire Honoraire de Dunkerque. |
| 1969    | 1969    | René Castelin      |               | Conseiller communautaire à la Communauté urbaine de Dunkerque de 1969 à 1971, À la suite de la fusion de Malo-les-Bains et de Dunkerque, il devient 1er adjoint au maire de Dunkerque du 4 janvier 1970 au 19 mars 1971.                                                               |